# 复合制
复合制是指由两个或两个以上政治实体组成的国家联盟的制度，和单一制相对。
复合制国家通常是由原先独立的政治单元所构成之有机整体，而这些政治单元已将其主要权力交给整体政府，这个整体政府可能原来是其中一个政治单元的政府，抑或新成立的政府。
按其联合程度，复合制分为联邦制和邦联制。联邦制是指由两个或两个以上共和国、邦或州联合组成一个统一国家的制度。邦联制则是指两个或两个以上的独立国家为了某种特定目的，而结成松散的国家联盟的制度，并非单一主权国家。另外，亦有人将君合国和政合国归入复合制。
俄罗斯是世界上国土面积最大的复合制国家，印度是世界上人口最多的复合制国家，此外主要的复合制国家还有美国、加拿大、澳大利亚、德国、巴西等。

复合制（联邦制）国家
单一制国家

## 联邦制
联邦制国家由各个联邦成员组成，各成员单位先于联邦国家存在。联邦成员国在联邦国家成立之前，是单独享有主权的政治实体；加入联邦之后，虽然不再有完全独立的主权，但在联邦宪法规定的范围内，联邦成员的主权仍受法律保障。具体有如下权利（但未必全部享有）：
1. 制宪、立（修）法。
2. 维持区域完整。
3. 成员有各自的国籍。
4. 加入和退出聯邦之权利。

在组成联邦制国家时，联邦成员国把各自权力交予联邦政府，同时又保留了部分管理内部事务的权力。联邦宪法明确界定了联邦政府统一行使的权力，以及各成员国的中央政府所保留的权力，即联邦的权力是来源于各成员国的参与。
美国是世界上首個建立现代联邦制的国家，也是最為代表性的聯邦制，這體現於聯邦參議院，每個州都擁有相等的參議院席次。另外，还有澳大利亚、马来西亚、德国、印度、巴西、墨西哥等国也实行联邦制。原苏联则较特别，名义上是实行联邦制（部分認為是邦联制），而在實務上卻更接近单一制中央集权国家，此種體制導致蘇聯在政治鬆綁後迅速解體。

## 邦联制
邦联制在现代，则一般是指部分国家间的区域國际组织，如独联体、英联邦、东盟和美洲国家组织等。值得一提的是欧洲联盟，欧盟是当今世界最成功的国家间邦联组织。邦联还可能存在于某一国家，比如曾經的塞黑，历史上还有美国南北战争时期的南方邦联，也实行邦联制。